# Julija Samojlova
Julija Olegovna Samojlova, talvolta accreditata come Yulia Samoilova oppure Julia Samoylova (in russo Ю́лия Оле́говна Само́йлова?; Uchta, 7 aprile 1989), è una cantante russa.
Nel 2017, era stata selezionata come rappresentante della Russia all'Eurovision Song Contest 2017 con il brano Flame Is Burning. Ma a causa del divieto d'accesso nei suoi confronti in Ucraina, città ospitante in quell'anno, non poté partecipare.
Per questo motivo ha rappresentato la Russia all'Eurovision Song Contest 2018 con il brano I Won't Break, non riuscendo tuttavia a qualificarsi per la serata finale.

## Biografia
Da bambina, la Samojlova ha iniziato a perdere la funzione delle gambe a causa dell'atrofia muscolare spinale e ha iniziato ad usare una sedia a rotelle sin dall'infanzia.
La cantante ha sempre affermato che la causa della malattia è dovuta ad una vaccinazione poliomielitica senza successo, anche se molti specialisti negano tale connessione tra la malattia ed il vaccino. Ha studiato psicologia alla Modern Humanitarian Academy fino al 2010, quando ha abbandonato gli studi senza aver conseguito la laurea.

## Carriera

### 2008-2010: Gli inizi e i TerraNova
Ha iniziato la sua carriera esibendosi per gli operai petroliferi in un ristorante nella sua città natale di Uchta. Nel 2008 fonda la sua band i TerraNova specializzata nella musica heavy alternative, la band si sciolse nel 2010 e la Samojlova continuò come cantante solista.

### 2013-2014:Faktor Ae leParaolimpiadi invernali 2014
Nel 2013, la Samojlova partecipa alla terza edizione di Faktor A, versione russa del programma The X Factor. Alle audizioni ha cantato la versione russa di Molitva della cantante serba Marija Šerifović, ottenendo i consensi da tutti i giudici. Riesce ad accedere prima alla fase Live del programma, e poi direttamente alla serata finale, dove finirà in seconda posizione. L'anno successivo, prende parte alla cerimonia d'apertura dei XI Giochi paralimpici invernali a Soči.

### 2017: L'Eurovision Song Contest 2017e il divieto d'accesso in Ucraina
Il 12 marzo 2017, la cantante è stata selezionata da Pervyj kanal per rappresentare la Russia all'Eurovision Song Contest 2017 a Kiev, in Ucraina con il brano Flame Is Burning. Tuttavia, il 22 marzo 2017 è stato rilasciato un divieto di accesso sul territorio ucraino nei suoi confronti di una durata di tre anni per aver attraversato illegalmente il confine ucraino in occasione di un'esibizione in Crimea; è la prima edizione dove lo Stato organizzatore non permette ad un'artista di entrare nel Paese. Jon Ola Sand, dopo aver confermato la notizia, ha spiegato che l'UER deve attenersi alle leggi locali del Paese organizzatore. Tuttavia ha detto di essere profondamente in disaccordo con questa decisione, spiegando che: «Va contro lo spirito del concorso e la nozione di inclusività che si pone nel cuore dei suoi valori. Continueremo a dialogare con le autorità ucraine con l'obiettivo di assicurare che tutti gli artisti possano esibirsi al 62º Eurovision Song Contest a Kiev». Tuttavia il 31 marzo 2017 il divieto di accesso nei confronti della Samojlova è stato reso definitivo. L'EBU aveva offerto all'emittente russa un compromesso permettendo all'artista di esibirsi in collegamento via satellite da una sede a scelta dell'emittente, ma l'offerta è stata rifiutata sia dalla rete che dal governo ucraino. Il 13 aprile 2017 Pervyj Kanal ha annunciato quindi ufficialmente che non avrebbe più trasmesso l'evento e quindi, di fatto, che la Russia non avrebbe partecipato alla competizione, annuncio che ha compromesso la partecipazione della Samojlova alla kermesse europea.

### 2018: L'Eurovision Song Contest 2018
Il 29 gennaio 2018, è stato confermato che l'ente radiotelevisivo russo Pervyj kanal, dopo la forzata assenza, l'ha selezionata nuovamente per rappresentare la Russia all'Eurovision Song Contest 2018 a Lisbona. Il brano con cui ha rappresentato la federazione, I Won't Break, è stato rilasciato l'11 marzo 2018.
L'artista si è esibita nella seconda semifinale della manifestazione, mancando la qualificazione alla finale, classificandosi quindicesima con 65 punti, diventando la prima artista russa a non superare le semifinali.

## Discografia

### Album
- 2018 - Spi

### Singoli
- 2017 - Flame Is Burning
- 2017 - Jad (Poison)
- 2017 - Vdrug rjadom drug
- 2018 - I Won't Break
- 2018 - Bez odezhd
- 2019 - Aeto
- 2022 - Yeah